# Djordje Despotović
Djordje Despotović (Servisch: Ђорђе Деспотовић) (Loznica, 4 maart 1992) is een Servisch voetballer, die momenteel bij FK Orenburg speelt.

## Clubcarrière
Op 7 juli 2013 werd bekend dat Despotović een contract had getekend bij KSC Lokeren voor vier seizoenen.
Op 18 augustus 2013 maakte hij tegen KRC Genk zijn debuut in de Belgische eerste klasse met een invalbeurt. Daar gaf hij in de toegevoegde tijd een assist aan Hans Vanaken die de 3-1 op het bord zette.

## Statistieken
| Seizoen | Club                    | Land       | Competitie    | Wed. | Doelp. |
| ------- | ----------------------- | ---------- | ------------- | ---- | ------ |
| 2010/11 | Rode Ster Belgrado      | Servië     | Superliga     | 0    | 0      |
| 2010/11 | → FK Sopot              | Servië     | Srpska Liga   | 6    | 2      |
| 2011/12 | FK Spartak Subotica     | Servië     | Superliga     | 27   | 1      |
| 2012/13 | FK Spartak Subotica     | Servië     | Superliga     | 27   | 12     |
| 2013/14 | KSC Lokeren             | België     | Eerste klasse | 4    | 0      |
| 2014/15 | Rode Ster Belgrado      | Servië     | Superliga     | 10   | 1      |
| 2015    | → Jetisu FK Taldıqorğan | Kazachstan | Premjer-Liga  | 18   | 5      |
| 2015    | → Kairat Almaty         | Kazachstan | Premjer-Liga  | 9    | 8      |
| 2016    | Astana FK               | Kazachstan | Premjer-Liga  | 31   | 8      |
| 2017    | → Tobol Qostanay        | Kazachstan | Premjer-Liga  | 23   | 4      |
| 2018    | Astana FK               | Kazachstan | Premjer-Liga  | 15   | 5      |
| 2018/19 | FK Orenburg             | Rusland    | Premjer Liga  | 9    | 1      |
| Totaal  | Totaal                  | Totaal     | Totaal        | 188  | 55     |